# O Lobinho Nunca Mente
O Lobinho Nunca Mente é um curta-metragem brasileiro lançado em 2007, roteirizado e dirigido por Ian SBF, produzido por Fábio Porchat e distribuído pela Fondo Filmes. O elenco é formado por Fábio Porchat e Maria das Neves Silva, embora seja mostrados Letícia Lima em fotos. Trata-se, na verdade, de uma refilmagem de um original de mesmo nome filmado em preto-e-banco em 2003, onde Ian SBF era o ator principal.

## Desenvolvimento
O título do filme faz referência ao nome dado às crianças escoteiras, chamadas de lobinhos, e ao lema carregado por eles, de que um escoteiro nunca mente, fazendo alusão ao fato do rapaz estar contando sua vida. O roteirista Ian SBF foi escoteiro "lobinho" de um grupo de escoteiros na Urca no Rio de Janeiro por alguns meses em 1989, de onde veio a inspiração para o roteiro. 

## Sinopse
Um rapaz (Fábio Porchat) acorda paralisado no chão depois de sofrer um acidente doméstico em uma cadeira bamba e estar ensanguentado, embora não consiga ver de onde vem ou ajudar a si mesmo. Por morar sozinho o jovem espera por alguma ajuda durante três dias enquanto faz uma reflexão sobre sua vida em uma trágica história. Diversos elementos são auto-biograficos, uma marca pessoal do roteirista.

## Elenco
- Fábio Porchat — Rapaz
- Letícia Lima — Voz de Marlene

## Prêmios
| Ano  | Prêmio                                            | Categoria                             | Indicação             | Resultado | Ref.  |
| ---- | ------------------------------------------------- | ------------------------------------- | --------------------- | --------- | ----- |
| 2007 | Festival Curta Noite                              | Melhor Curta-metragem (Juri popular)  | O Lobinho Nunca Mente | Venceu    | [ 6 ] |
| 2007 | Festival Florianópolis Audiovisual Mercosul (FAM) | Melhor Curta-metragem                 | O Lobinho Nunca Mente | Venceu    | [ 6 ] |
| 2007 | Festival Florianópolis Audiovisual Mercosul (FAM) | Melhor Curta-metragem (Juri popular)  | O Lobinho Nunca Mente | Venceu    | [ 6 ] |
| 2007 | Festival Florianópolis Audiovisual Mercosul (FAM) | Melhor Roteirista                     | Ian SBF               | Venceu    | [ 6 ] |
| 2007 | Festival Florianópolis Audiovisual Mercosul (FAM) | Melhor Diretor                        | Ian SBF               | Venceu    | [ 6 ] |
| 2007 | Festival Brasileiro de Cinema Universitário       | Melhor construção narrativa           | O Lobinho Nunca Mente | Venceu    | [ 6 ] |
| 2007 | Festival de Cinema e Vídeo de Santa Maria         | Menção Honrosa                        | O Lobinho Nunca Mente | Venceu    | [ 6 ] |
| 2007 | Festival Internacional de Curtas de São Paulo     | Porta curtas de melhor curta-metragem | O Lobinho Nunca Mente | Venceu    | [ 6 ] |